# الکساندر شمورل
الکساندر شمورل (آلمانی: Alexander Schmorell؛ ۱۶ سپتامبر ۱۹۱۷ – ۱۳ ژوئیه ۱۹۴۳) یا سنت الکساندر شمورل قدیس مسیحی اهل آلمان بود. وی یک جنگنده مقاومت آلمان و یکی از ۵ دانشجوی دانشگاه لودویگ ماکسیمیلیان مونیخ و از بنیانگذاران گروه رز سفید، است که در ۱۶ سپتامبر ۱۹۱۷ در اورنبورگ روسیه به دنیا آمد و در ۱۳ ژوئیه ۱۹۴۳ در زندان اشتادلهایم مونیخ با گیوتین اعدام شد. او یک ارتدکس بود و به مسیحیت بشدت اعتقاد داشت و در فوریه ۲۰۱۲ توسط کلیسای ارتدکس روسی تقدیس شد.

## دوران جوانی
الکساندر در تاریخ ۱۶ سپتامبر ۱۹۱۷ در اورنبورگ روسیه به دنیا آمد. پدرش یک پزشک آلمانی روسی بود، مادر روسی او، دختر یک کشیش ارتدکس بود (مردهای ارتدکس از نظر این آئین می‌توانستند ازدواج کنند). او به عنوان یک مسیحی ارتدکس غسل تعمید داده شد. در زمان جنگ داخلی روسیه در حالی که هنوز دو سال هم نداشت مادرش بخاطر بیماری تیفوس درگذشت. در سال ۱۹۲۰ پدرش با زنی دیگر ازدواج کرد. او نیز ریشه آلمانی داشت. خانواده او در سال ۱۹۲۱ با روی کار آمدن بلشویسم و نظام کمونیستی به آلمان فرار کردند و در شهر مونیخ مستقر شدند. او در روسیه تحصیل کرد و به هر دو زبان روسی و آلمانی تسلط یافت. او ارتباط معنوی خود را با روسیه از دست نداد و تمام زندگی اش او یک مسیحی ارتدوکس شرقی بود و خودش را روسی - آلمانی می‌دانست.

## فعالیت علیه نازیسم
الکساندر در سال ۱۹۳۹ در رشته پزشکی تحصیل می‌کرد. در این زمان او با هانس شول آشنا شد. او یکی از چهار تراکت ضد نازی را به اتفاق هانس تهیه کرد. در تراکت دوم به‌طور خاص، او یک متن اعتراضی بسیار تند را علیه هولوکاست نوشت. او بعدها با ویلی گراف آشنا شد.
در ژوئن ۱۹۴۲ به عنوان یک امدادگر جنگی به جبهه روسیه فرستاده شد. هانس شول و ویلی گراف و جورگن ویتنشتاین نیز با او بودند. او علیه بدرفتاری با اسرای جنگی دشمن و غیر نظامیان اعتراض می‌کرد.

## دستگیری و اعدام
الکساندر شمورل در ۲۴ فوریه ۱۹۴۳ دستگیر شد، در روز ۱۹ آوریل در دادگاه فولکس گریشت شاف محاکمه شد و به خاطر فعالیت‌های ضد نازی و ایمان به مذهب ارتدوکس به اعدام محکوم شد. وی در ۱۹ آوریل ۱۹۴۳ در دادگاه قضایی Volksgerichtshof در دادگاه دوم رز سفید به اعدام محکوم شد. در نامه ای که الکساندر از زندان نوشت، سعی داشت خانواده اش را متقاعد کند و به آن‌ها اطمینان داد که با سرنوشت خود در صلح و آرامش است و از مرگ نگران نیست.
در ۱۳ ژوئیه در زندان اشتادلهایم مونیخ در حالیکه بیست و پنج ساله بود به همراه کورت هوبر به وسیلهٔ گیوتین اعدام شد.

## گرامیداشت
- ایگور کراموف نویسنده روسی کتابی با نام روح روسیه از «رز سفید» را به رشته تحریر درآورد. آرامگاه خانواده شمورل در مونیخ
- فیلم در جستجوی رز سفید توسط ساوا کولیش به افتخار او تهیه شد.
- آرامگاه خانواده شمورل در مونیخ

## در فیلم
- الکساندر شمورل در فیلم سوفی شول، روزهای آخر به تصویر کشیده شد.